# 152 mm Artilleriegeschoss 2K24 Centimeter
Die Centimeter (russisch Сантиметр, Santimetr) ist ein präzisionsgelenktes Artilleriegeschoss des Kalibers 152 mm aus sowjetischer und russischer Produktion. Der GRAU-Index lautet 2K24.

## Funktionsweise
Nach dem Abschuss folgt die Granate einer ballistischen Flugbahn. In der letzten Phase des Fluges in einer Höhe von 20 bis 600 m über dem Boden werden Raketentreibladungen im Inneren gezündet. Mittels senkrecht zur Achse des Geschosses angeordneter Düsen wird die Flugbahn der Granate durch Impulse korrigiert (Impulskorrektur-Technik RCIC). Das Ziel muss dafür durch einen vorgeschobenen Artilleriebeobachter für 1 bis 3 Sekunden mit einem Laser beleuchtet (markiert) werden. Die Granate enthält vier Düsen. Jeder Düse sind zwei Treibladungen zugeordnet.

## Anwendung
Erstmals wurde die 152-mm-Granate «Centimeter» im Sowjetisch-Afghanischen Krieg in den 1980er Jahren verschossen.

## Waffenplattformen
D-20-Kanonenhaubitze, 2S19, 2S3, 2S5 Selbstfahrlafetten

## Versionen
- M1 Kaliber 155 mm reduziertes Gewicht, stärkere Sprengwirkung, Verbesserungen der Reichweite